# Dějiny Evropské unie

Evropská unie (EU 27)

Dějiny Evropské unie začínají po druhé světové válce v západní části Evropy rozdělené železnou oponou. Bylo to v počátcích studené války ustanovení vojenského bruselského paktu roku 1948 a zejména Schumanův plán (1950), na základě kterého vzniklo roku 1952 Evropské společenství uhlí a oceli. Roku 1957 se hospodářská spolupráce rozšířila o další oblasti, které od roku 1967 zastřešovalo označení Evropská společenství. Vedle toho se vyvíjela evropská integrace i v dalších oblastech, jako byla obranná Západoevropská unie nebo schengenský prostor bez hraničních kontrol (1985). Původních šest zakládajících členských států se do roku 1990 rozšířilo na 12.
Evropská unie (EU) byla vytvořena v roce 1993 na základě Smlouvy o Evropské unii, známější pod názvem Maastrichtská smlouva. V roce 2002 se v zemích eurozóny začalo platit společnou měnou euro. Zásadní reformu institucí a fungování EU znamenala Lisabonská smlouva, která vešla v platnost v prosinci 2009. V letech 1995–2013 se počet členů rozšířil na 28 vstupem států převážně z bývalého Východního bloku, který se rozpadl v letech 1989–1991. Roku 2020 na základě referenda z roku 2016 unii opustila Velká Británie.

## Poválečné počátky
Po druhé světové válce se musely evropské státy vypořádat s řadou problémů, v prvé řadě bylo třeba zabezpečit základní životní potřeby pro obyvatelstvo. Po otřesných zkušenostech s 2. světovou válkou bylo hlavním motivem evropské integrace zabezpečení míru a bezpečnosti na evropském kontinentě – po válce byl ve společnosti hluboce zakořeněný názor, že mír a bezpečnost nedokáží zajistit klasické národní státy, ale sjednocující se Evropa. Svou roli hrál také rostoucí vliv Sovětského svazu a jeho potenciální nebezpečnost pro západní demokracie; sjednocená západní Evropa měla větší šanci ustát potenciální konflikt se státy východního bloku.
Zdůrazňovala se také potřeba „nového ducha“ v protikladu k meziválečnému ekonomickému a politickému nacionalismu. Důsledkem ekonomického nacionalismu byla velmi vysoká cla a jiná tarifní i netarifní opatření (mnohonásobně vyšší než před 1. světovou válkou), která vedla k hospodářské stagnaci, ještě umocněné Velkou hospodářskou krizí. Politický nacionalismus se stal přímou příčinou 2. světové války. Proto lze za jednu z hlavních příčin poválečné evropské integrace označit snahu o překonání nacionalisticky orientovaných státních struktur.
Občané evropských zemí také toužili po volném pohybu po Evropě, který byl mezi světovými válkami velmi omezen. Svobodné podnikání ve spojení se společným trhem mělo zabezpečit dlouhodobý hospodářský růst a sociální stabilitu.
Celkově lze říci, že důvody pro poválečnou Evropskou integraci byly následující:
- zabezpečení míru na Evropském kontinentě
- překonání nacionalisticky orientovaných státních struktur
- umožnění společného trhu jakožto prostředku ke zvyšování hospodářského blahobytu

## Čtyřicátá, padesátá a šedesátá léta
Jean Monnet, jako člen Národního výboru pro osvobození Svobodné francouzské vlády, prohlásil v roce 1943 v alžírském exilu: „Mír v Evropě nenastane dokud její státy budou zakládány na základně národní suverenity … Země Evropy jsou příliš malé, aby mohly svým národům zaručit prosperitu a sociální vývoj. Proto evropské státy musí společně založit federaci …“
Winston Churchill ve své „curyšské řeči“ pronesené „k mládeži Evropy“ 19. září 1946 na curyšské univerzitě mluví o sjednocené Evropě, Spojených státech evropských (United States of Europe), s regionální strukturou federace, Radou Evropy (Council of Europe), jejímž prvním krokem je partnerství Francie a Německa. Řeč ukončil výzvou: „Therefore I say to you: ‚Let Europe arise‘.“
Robert Schuman, francouzský ministr zahraničí, v roce 1950 symbolicky 9. května předložil návrh sjednocené Evropy, dnes známý jako Schumanova deklarace (komunistickými režimy pejorativně zvaný Schumanova doktrína), který konkretizuje předcházející prohlášení evropských politiků.
Evropští politici v poválečných letech začali hledat způsob, jakým efektivně předejít rozpoutání válečného konfliktu. Nutností se ukázala kontrola uhelného a především ocelářského průmyslu, bez kterého je vedení války nemyslitelné. Francie se již o podobné pokusila ve 20. letech 20. století, kdy okupovala německé Porýní ve snaze kontrolovat německý válečný průmysl, přesto nedokázala zabránit druhé světové válce. Bylo tedy zřejmé, že se tato kontrola bude muset provádět jinou cestou.

### Mimoevropské vlivy na formování EU
V USA byl roku 1948 založen Americký výbor pro sjednocenou Evropu (Ang. The American Committee on United Europe – ACUE) který v následujících letech výrazně financoval federalistické hnutí v Evropě, například v roce 1953 tvořily příjmy z tohoto zdroje 53,5% celkových příjmů Evropského hnutí, tehdy významné euro-federalistické organizace.

### Evropské společenství uhlí a oceli (ESUO)
Jean Monnet, tehdy jako vrcholný představitel francouzského komisariátu pro plán, přišel s nápadem, že by o uhelném průmyslu nerozhodovaly národní státy (vítězné mocnosti by také neměly mít větší pravomoci než poražené Německo); o průmyslu měla rozhodovat nová nadnárodní instituce.
Tato myšlenka byla realizována v tzv. Pařížské smlouvě v roce 1951 a vzniklo Evropské společenství uhlí a oceli (ESUO). Bylo to poprvé, kdy se sektor tradičně v rukách národních států dostal do kompetence nadnárodní instituce. Během několika let se měl vytvořit společný trh pro uhlí a ocel se společnou kontrolou, plánováním a managementem odbytu. Zakládajícími státy se kromě Francie a Německa staly ještě Itálie, Belgie, Nizozemsko a Lucembursko. Těchto 6 zemí se na dlouhá desetiletí stalo prointegračním jádrem evropských společenství.
Nejdůležitějším motivem pro zapojení Francie do ESUO byla kontrola německého ocelářského a těžebního průmyslu, čímž by se dalo zamezit případnému nekontrolovanému znovuvyzbrojení Německa. Pro samotné Německo bylo začlenění do ESUO výhodné zejména kvůli jisté politické rehabilitaci (podobně jako v případě Itálie). Státy Beneluxu si od ESUO slibovaly hlavně rozvoj obchodu a následný vyšší ekonomický růst.
Platnost smlouvy o založení ESUO byla stanovena na 50 let a nebyla již dále prodloužena, od 1. ledna 2002 tedy ESUO formálně neexistuje. Veškerá agenda byla převedena na Evropské společenství.

### Evropské sdružení volného obchodu (ESVO)
Spojené království se tohoto uskupení nechtělo zúčastnit hlavně z obavy o přenášení svých pravomocí na nadnárodní úroveň a tím ztráty části suverenity. Myšlenka volného trhu mu však nebyla proti mysli, a proto později spolu s dalšími státy (Dánsko, Švédsko, Norsko, Švýcarsko, Rakousko, Portugalsko a Finsko jako přidružená země) založilo Evropské sdružení volného obchodu (ESVO), které si dalo za cíl umožnění volného trhu, ale bez společných institucí (začalo fungovat v roce 1960).

### EHS a Euratom – Evropská společenství
Po uvolňování světové politické situace koncem 50. let se integrační zájmy začaly soustřeďovat na ekonomickou sféru. V roce 1957 byly podepsány takzvané Římské smlouvy (s platností od roku 1958) zakládající Evropské hospodářské společenství (EHS) a Evropské společenství pro atomovou energii (Euratom). EHS mělo za úkol vytvoření společného trhu a Euratom spolupráci na poli mírového využití jaderné energie. Organizační struktura obou společenství byla založena na stejném principu jako ESUO, měla tedy Komisi s výkonnými pravomocemi, Radu ministrů jako legislativní orgán, Parlamentní shromáždění a Soudní dvůr.
Od 1. ledna 1958 zahájila svou činnost Evropská investiční banka s ústředím v Lucembursku a taktéž vznikl Hospodářský a sociální výbor s centrálou v Bruselu.
Zakládající členové EHS a EURATOM byly stejné země jako v případě ESUO: Francie, Německo, Itálie a státy Beneluxu. Francie se stala neformálním vůdcem všech těchto seskupení a upevnila svou vedoucí pozici v západní Evropě. Zároveň si od těchto nových integračních seskupení slibovala mimo jiné zlepšení situace v zemědělství. Hlavní výhodou pro vysoce industrializované Německo a Benelux měla být zase postupná liberalizace trhu s průmyslovými výrobky.
V roce 1967 vstoupila v platnost smlouva o spojení orgánů EHS, Euratomu a ESUO (tzv. Slučovací smlouva), jejich právní subjektivita však nebyla dotčena. Od té doby se tato tři uskupení začala souhrnně nazývat Evropská společenství.
V roce 1968 byla na základě dohody o EHS vytvořena celní unie, tj. odstranění vnitřních cel a zavedení stejného celního tarifu vůči nečlenským zemím, jako mezistupeň ke společnému trhu. Liberalizace obchodu se zemědělskými produkty však postupovala pomaleji.

## Sedmdesátá, osmdesátá léta
Sedmdesátá léta byla ve znamení surovinové a energetické krize zapříčiněné drastickým omezením dodávek ropy ze států Perského zálivu. Následné mnohonásobné zvýšení cen energií a pohonných hmot se negativně promítlo v rostoucích nákladech evropských podniků, oslabených navíc zvyšující se konkurencí východoasijských výrobců. Evropské ekonomiky ztrácely dynamiku a začala se objevovat chronická nezaměstnanost. Mnohá tradiční průmyslová odvětví procházela krizemi, zejména hutní a textilní průmysl, což ještě více zvyšovalo sociální napětí. Toto nepříznivé klima se začalo měnit k lepšímu až v letech osmdesátých. Není proto překvapivé, že v této atmosféře proces evropské integrace spíše stagnoval.
22. července 1975 byl zřízen Účetní dvůr a to na základě Smlouvy o finančním hospodaření Společenství. Za sídlo Účetního dvora bylo vybráno Lucembursko.
V červnu 1979 proběhly první přímé volby do Parlamentního shromáždění (dnešní Evropský parlament)
Na zasedání Evropské rady v Miláně v roce 1985 byl přijat dokument Bílá kniha o opatřeních k dokončení vnitřního trhu do roku 1992, který analyzoval tehdejší situaci v této oblasti a sloužil jako podklad pro budoucí jednání o Jednotném evropském aktu.

### Evropský měnový systém (EMS), ECU
Počátkem sedmdesátých let se k těmto krizím přidala ještě krize měnová v podobě rozpadu Brettonwoodského měnového systému. Pro západoevropské státy to znamenalo zrušení navázání jejich měn na americký dolar a přechod na floating (režim volných měnových kurzů). V roce 1979 se evropské státy rozhodly zamezit možným velkým fluktuacím v měnových kurzech zavedením Evropského měnového systému (EMS), čímž se zavázaly udržovat své měnové kurzy ve stabilních poměrech. Zavedla se také košová měnová jednotka ECU (European currency unit) sloužící ke zúčtování mezinárodních měnových operací.

### Jednotný evropský akt (JEA)
Se zlepšující se hospodářskou a sociální situací se začaly množit reformní návrhy, jak dále postupovat v stagnující evropské integraci. Zasedání Evropské rady v Lucemburku vyústila v podepsání Jednotného evropského aktu (JEA), který vstoupil v platnost v roce 1987. JEA představoval do té doby nejvýznamnější zásah do Římských smluv. Jeho hlavním cílem bylo dokončení jednotného vnitřního trhu do roku 1992 a identifikoval překážky, které ještě zbývaly k jeho dovršení:
- fyzické – odstranění kontrol na vnitřních hranicích ES pro osoby, služby, zboží a kapitál
- technické – odstranění rozdílů v předpisech a normách a tedy omezení tzv. netarifních překážek obchodu
- daňové – jednalo se zejména o daňovou harmonizaci, toto téma je dosud nedořešené a velice politicky citlivé

JEA v mnoha oblastech omezil rozhodování na základě jednomyslnosti a více podporoval rozhodování kvalifikovanou většinou (v reakci na rozšíření ES o nové země). JEA zvýšil také pravomoci Evropského parlamentu – jeho souhlas se začal vyžadovat pro přijímání nových členů nebo přidružení; o mnohých aktivitách, které byly do té doby zcela v kompetenci členských států začalo spolurozhodovat ES – jednalo se například o oblast vědy a výzkumu, životního prostředí a sociální politiky.

### Rozšíření a výstup z ES
V průběhu sedmdesátých a osmdesátých let se Evropská společenství rozrostla o 6 zemí:
- Dánsko, Irsko, Spojené království – 1973
- Řecko – 1981
- Španělsko, Portugalsko – 1986

Německo se sjednocením zvětšilo o bývalé Východní Německo v roce 1990.
Jedinou zemí, která opustila ES, bylo Grónsko: po získání autonomie na Dánsku v roce 1979 se rozhodlo na základě referenda opustit ES v roce 1985.

### Schengenská dohoda
V roce 1985 byla představiteli pěti zemí podepsána Schengenská dohoda, jejímž cílem bylo odstranění kontrol na vnitřních hranicích a spolupráce při ochraně hranic vnějších. Tato dohoda nebyla součástí právního řádu Evropských společenství, stala se jí až od Amsterdamské smlouvy. Signatářskými zeměmi byly v roce 1985 Německo, Francie, Belgie, Nizozemsko a Lucembursko.

## Devadesátá léta

### Maastrichtská smlouva
Podepsáním Maastrichtské smlouvy v roce 1992 uzavřeli vrcholní evropští představitelé výraznou reformu zakládajících smluv. Ta začala platit 1.11.1993. Nově se na evropské úrovni začalo spolupracovat v oblasti společné zahraniční a bezpečnostní politiky a justičních záležitostí. Smlouva změnila název „Evropského hospodářského společenství“ na „Evropské společenství“, protože integrační aktivity spadající pod tuto instituci již přesáhly původní pouze ekonomické záměry. Což ale bylo hlavní, podpisem Maastrichtské smlouvy vznikla Evropská unie, zastřešující všechny existující integrační aktivity. Ty se od Maastrichtské smlouvy začaly dělit do tří hlavních kategorií, čemuž úředníci říkají, že Evropská unie „stojí na třech pilířích“:
- 1. pilíř – Evropské společenství: spadají sem všechny aktivity realizované již před Maastrichtem; mimo jiné politiky zemědělská, obchodní, regionální, sociální aktivity spadající pod další dva pilíře byly zavedeny až Maastrichtskou smlouvou:
- 2. pilíř – Společná zahraniční a bezpečnostní politika
- 3. pilíř – Justice a vnitřní bezpečnost

Na počátku 90. let byl již dokončen projekt vnitřního trhu a mezi evropskými státy panoval konsensus, že by bylo vhodné pokračovat v integraci směrem k hospodářské a měnové unii. Mezi hlavními cíli Maastrichtské smlouvy bylo proto také vytvoření Evropské hospodářské měnové unie a s tím spojené zavedení společné evropské měny.

### Důležité smlouvy v 90. letech
V průběhu devadesátých let byly uzavřeny některé smlouvy dodnes významně ovlivňující fungování EU:
Amsterdamská smlouva přesunula spolupráci v oblasti imigrační politiky, azylové politiky a ochrany menšin ze Třetího pilíře do prvního (tzv. komunitarizace části třetího pilíře), definovala základní práva občanů EU a základní principy společné zahraniční politiky. Schengenské dohody se staly součástí právního systému EU.
Smlouva z Nice měla připravit evropské instituce, aby byly i po plánovaném rozšíření akceschopná. Omezila tedy národní veto a přerozdělila počet hlasů v Radě ministrů tak, aby odpovídal počtu obyvatel jednotlivých států.
Po rozpadu Sovětského bloku začaly státy střední a východní Evropy transformovat své centrálně plánované ekonomiky na ekonomiky s tržním hospodářstvím. Evropská unie s nimi uzavírala tzv. Eurodohody, které měly za úkol podporu transformace a spolupráci institucí. Jako finanční nástroj pomoci byl vytvořen jako první fond PHARE, původně pouze na pomoc Polsku a Maďarsku.

### Rozšiřování EU v 90. letech
V roce 1995 se EU rozšířila o tři vyspělé země ESVO:
- Finsko
- Rakousko
- Švédsko

V prosinci 1997 se Evropská rada rozhodla zahájit přístupová jednání s nejlépe hodnocenými státy bývalého Sovětského bloku – Českem, Estonskem, Kyprem, Maďarskem, Polskem a Slovinskem, přičemž samotná přístupová jednání začala v březnu příštího roku.
V Helsinkách v roce 1999 zahájila Evropská rada jednání se zbývajícími kandidáty – Bulharskem, Litvou, Lotyšskem, Maltou, Rumunskem a Slovenskem. Turecko podalo přihlášku o plné členství do EHS již v roce 1987, ale ta byla o dva roky později odmítnuta kvůli „nestabilnímu politickému prostředí“. Po summitu v Helsinkách v roce 1999 byl Turecku přiznán oficiální status kandidátské země EU.
Pro deset nejlépe připravených zemí byla jednání uzavřena v prosinci 2002 na summitu v Kodani.

### Euro
V lednu 1999 se 11 zemí Evropské unie (státy Beneluxu, Finsko, Francie, Irsko, Itálie, Německo, Portugalsko, Rakousko, Španělsko) dohodlo, že zavedou společnou měnu euro a přestanou používat své národní měny. Řecko vstoupilo do Eurozóny o dva roky později, v roce 2001. Od 1. ledna 2002 vešly euromince a eurobankovky do oběhu. O pět let později, od 1. ledna 2007 je též členem eurozóny i Slovinsko. Od 1. ledna 2008 také Malta a Kypr a od roku 2009 Slovensko. Prozatím posledními státy, které přijaly euro, byly Estonsko od 1. ledna 2011, Lotyšsko od 1. ledna 2014, Litva od 1. ledna 2015 a Chorvatsko od 1. ledna 2023. Euro používá také Černá Hora, ačkoliv není členem Evropské unie.

## Aktuální vývoj
V současné době jsou nejvýznamnější otázky, kterými se Evropská unie zabývá, tyto:

### Ratifikace Smlouvy o Ústavě pro Evropu
Po neúspěšných referendech ve Francii a Nizozemsku nejsou evropští politici jednotní, jak by se mělo dále v této otázce postupovat – část z nich si přeje v ratifikaci pokračovat a druhá část chce ratifikaci buď úplně zastavit nebo zmrazit. Aby ústava vstoupila v platnost, musí jí odsouhlasit všechny členské státy EU, buď v referendu nebo hlasováním v národních parlamentech.

### Rozšíření EU o další státy
V roce 2007 přistoupily k EU Bulharsko a Rumunsko. Zejména v západních zemích však se objevují názory, že by se noví členové měli přijímat až po nutných reformách ve fungování EU, ať už by šlo o reformy institucí, společné zemědělské politiky nebo dalších oblastí.
Po summitu v Helsinkách v roce 1999 byl Turecku přiznán oficiální status kandidátské země EU.
V roce 2004 se Chorvatsko stalo kandidátskou zemí a 1. července 2013 do EU vstoupilo.
17. prosince 2005 se další kandidátskou zemí stala Severní Makedonie.
16. července 2009 požádal o členství v EU Island, v dubnu 2013 ale vyjednávání zastavil a rozhodl se o dalším vyjednávání uspořádat referendum.

### Revize Paktu stability a růstu
Poté, kdy více let za sebou překračovaly Francie a Německo závazky vyplývající z jejich členství v Eurozóně (konkrétně se jednalo o překročení ročního deficitu veřejných financí o více než 3 %, jedno z kritérií Paktu stability), nebyly na ně uvaleny žádné sankce, ačkoliv ze smluv vyplývá opak. Toto kritérium bylo následně v březnu 2005 zmírněno. Toto je kritizováno zejména menšími zeměmi, které se snažily pod hrozbou sankcí a za nemalých obětí udržet své rozpočtové deficity v daných mezích.

### Reforma rozpočtu EU
Na rozpočtu Evropské unie se dlouhodobě kritizuje vysoký podíl výdajů na zemědělskou politiku (přes 40 %) a malý podíl výdajů na vědu a výzkum (mezi 3 a 4 %). Reformní snahy ale narážejí na odpor států s relativně silným zemědělstvím, jako je Francie, Španělsko a Polsko.

### Vystoupení Velké Británie z EU
K 31. lednu 2020 z Evropské unie vystoupila Velká Británie.

### Boj s pandemií koronaviru
Vypuknutí pandemie čínského koronaviru v zemích Evropské unie postavilo před společenství nové výzvy, například zajistit dodávky dostatečného počtu vakcín navzdory snižování dodávek některými firmami , zavedení tzv. COVIDPASSŮ pro očkované obyvatele  a zřízení fondů pro obnovu ekonomik členských zemí .

## Přehled vývoje, smluv a struktury
| Podpis Platnost Smlouvy   | 1948 Brusel                                             | 1951 1952 Pařížská        | 1954 1955 Paříž. doh.                     | 1957 1958 Římské                          | 1965 1967 Slučovací                                       | 1975 TREVI                                         | 1985 Schengenská                                   | 1986 1987 JEA                                      | 1992 1993 Maastrichtská                            | 1992 1993 Maastrichtská | 1997 1999 Amsterodamská | 2001 2003 Niceská  | 2007 2009 Lisabonská | 2007 2009 Lisabonská |  |  |  |  |  |  |  |  |
|                           |                                                         |                           |                                           |                                           |                                                           |                                                    |                                                    |                                                    |                                                    |                         |                         |                    |                      |                      |  |  |  |  |  |  |  |  |
| Tři pilíře Evropské unie: |                                                         |                           |                                           |                                           |                                                           |                                                    |                                                    |                                                    |                                                    |                         |                         |                    |                      |                      |  |  |  |  |  |  |  |  |
| Evropská společenství:    |                                                         |                           |                                           |                                           |                                                           |                                                    |                                                    |                                                    |                                                    |                         |                         |                    |                      |                      |  |  |  |  |  |  |  |  |
|                           | Evropské společenství pro atomovou energii (EURATOM)    |                           |                                           |                                           |                                                           |                                                    |                                                    |                                                    |                                                    |                         |                         |                    |                      |                      |  |  |  |  |  |  |  |  |
|                           |                                                         |                           | Evropské společenství uhlí a oceli (ESUO) | Evropské společenství uhlí a oceli (ESUO) | Evropské společenství uhlí a oceli (ESUO)                 | Evropské společenství uhlí a oceli (ESUO)          | Smlouva vypršela v roce 2002                       | Smlouva vypršela v roce 2002                       | Smlouva vypršela v roce 2002                       |                         | Evropská unie (EU)      | Evropská unie (EU) |                      |                      |  |  |  |  |  |  |  |  |
|                           |                                                         |                           | Evropské hospodářské společenství (EHS)   |                                           |                                                           |                                                    |                                                    |                                                    |                                                    |                         | Evropská unie (EU)      | Evropská unie (EU) |                      |                      |  |  |  |  |  |  |  |  |
|                           |                                                         |                           |                                           | Schengenská smlouva                       |                                                           |                                                    | Evropské společenství (ES)                         | Evropské společenství (ES)                         |                                                    |                         | Evropská unie (EU)      | Evropská unie (EU) |                      |                      |  |  |  |  |  |  |  |  |
|                           |                                                         | TREVI                     | TREVI                                     | TREVI                                     | Spolupráce v oblasti spravedlnosti a vnitřních věcí (SVV) |                                                    | Evropské společenství (ES)                         | Evropské společenství (ES)                         |                                                    |                         | Evropská unie (EU)      | Evropská unie (EU) |                      |                      |  |  |  |  |  |  |  |  |
|                           | Policejní a soudní spolupráce v trestních věcech (PJCC) | TREVI                     | TREVI                                     | TREVI                                     | Spolupráce v oblasti spravedlnosti a vnitřních věcí (SVV) |                                                    |                                                    |                                                    |                                                    |                         | Evropská unie (EU)      | Evropská unie (EU) |                      |                      |  |  |  |  |  |  |  |  |
|                           |                                                         |                           |                                           |                                           | Evropská politická spolupráce (EPS)                       | Společná zahraniční a bezpečnostní politika (SZBP) | Společná zahraniční a bezpečnostní politika (SZBP) | Společná zahraniční a bezpečnostní politika (SZBP) | Společná zahraniční a bezpečnostní politika (SZBP) |                         | Evropská unie (EU)      | Evropská unie (EU) |                      |                      |  |  |  |  |  |  |  |  |
| Bruselský pakt            | Bruselský pakt                                          | Západoevropská unie (ZEU) | Západoevropská unie (ZEU)                 | Západoevropská unie (ZEU)                 | Západoevropská unie (ZEU)                                 | Západoevropská unie (ZEU)                          | Západoevropská unie (ZEU)                          |                                                    |                                                    |                         |                         | Evropská unie (EU) |                      |                      |  |  |  |  |  |  |  |  |
| Bruselský pakt            | Bruselský pakt                                          | Západoevropská unie (ZEU) | Západoevropská unie (ZEU)                 | Západoevropská unie (ZEU)                 | Západoevropská unie (ZEU)                                 | Západoevropská unie (ZEU)                          | Západoevropská unie (ZEU)                          | Smlouva vypršela v roce 2011                       |                                                    |                         |                         |                    |                      |                      |  |  |  |  |  |  |  |  |
|                           |                                                         |                           |                                           |                                           |                                                           |                                                    |                                                    |                                                    |                                                    |                         |                         | z • d • e          |                      |                      |  |  |  |  |  |  |  |  |